# Actinodaphne soepadmoi
Actinodaphne soepadmoi är en lagerväxtart som beskrevs av S.Julia. Actinodaphne soepadmoi ingår i släktet Actinodaphne och familjen lagerväxter. Inga underarter finns listade i Catalogue of Life.